# 関東学院大学体育部連合会サッカー部
関東学院大学体育部連合会サッカー部（かんとうがくいんだいがく たいいくぶれんごうかい サッカーぶ）は神奈川県横浜市金沢区にある関東学院大学のサッカークラブである。

## 概要・歴史
1929年、旧・関東学院高等商業部の蹴球部として創部。2006年からはJリーグの横浜F・マリノスと業務提携を行っている。
2016年のアミノバイタルカップ（兼総理大臣杯関東予選）では7位に入賞し、創部以来初めて総理大臣杯の出場権を獲得した。
初出場となった第40回総理大臣杯では、2回戦で大阪体育大学に敗れたものの、ベスト16進出を果たした。

## 主な成績
- 神奈川県大学サッカーリーグ1部
  - 優勝（2009, 2017 他）
  - 準優勝（2008 他）
- 神奈川県サッカー選手権大会（兼天皇杯 JFA 全日本サッカー選手権大会神奈川県予選）
  - 準優勝1回（2005）

## 主な出身選手
- 加々美太一（2001年中退）
- 青田翔（2008年度卒）
- 佐藤健（2009年度卒）
- 有永一生（2010年度卒）
- 大津一貴（2011年度卒）
- 大森啓生（2012年度卒）
- 山本真也（2013年度卒）
- 守山健二（2012年度卒）
- 土館賢人（2014年度卒）
- 太田一輝（2014年度卒）
- 村田勝利（2015年度卒）
- 寺沢優太（2015年度卒）
- 山口聖矢（2015年度卒）
- 普光院誠（2015年度卒）
- 久保海都（2015年度卒）
- 萱沼優聖（2015年度卒）
- 富樫敬真（2015年度卒）
- 中川風希（2015年中退）
- 三橋秀平（2016年度卒）
- 井上翔太郎（2016年度卒）
- 森本大貴（2017年度卒）
- 鈴木翔（2018年度卒）
- 見木友哉（2019年度卒）
- 薩川淳貴（2019年度卒）
- 今村優介（2019年度卒）
- 北龍磨（2020年度卒）
- 北村椋太（2020年度卒）
- 武者大夢（2020年度卒）
- 林田滉也（2021年度卒）
- 村上悠緋（2022年度卒）
- 河波櫻士（2022年度卒）
- 野末学（2022年度卒）
- 藤本裕也（2022年度卒）
- 長澤シヴァタファリ（2023年度卒）
- 橋本丈（2023年度卒）